# Mégalure menue
Poodytes gramineus
Espèce
Synonymes
- Megalurus gramineus (Gould, 1845)[1]
- Sphenoeacus gramineus Gould, 1845[2]

Statut de conservation UICN

 LC  : Préoccupation mineure
La Mégalure menue (Poodytes gramineus) est une espèce de passereaux vivant à l'état naturel en Australie et en Indonésie.

## Répartition et habitat
L'espèce est présente sur un vaste territoire partagé entre les six états de l'Australie, la Nouvelle-Guinée occidentale et en Indonésie,. Elle est relativement commune sur le littoral sud de l'Australie, notamment en Tasmanie. La mégalure menue vit dans les marais où poussent des roseaux et dans les mangroves ; l'oiseau apprécie l'espèce Vitex lignum-vitae, cet arbre de taille moyenne à grande (environ 30 m de haut) a une répartition relativement similaire à celle de Poodytes gramineus .

## Taxinomie
L'espèce est premièrement décrite sous le nom Sphenoeacus gramineus en 1845 par l'ornithologue britannique John Gould lors de son voyage scientifique en Australie.
Selon la classification de référence du Congrès ornithologique international (version 8.2, 2018), l'espèce comprend les quatre sous-espèces suivantes  :
- Poodytes gramineus goulburni (Mathews, 1912) ;
- Poodytes gramineus gramineus (Gould, 1845) ;
- Poodytes gramineus papuensis (Junge, 1952) ;
- Poodytes gramineus thomasi (Mathews, 1912).

En 2018, à la suite de la réorganisation de la famille des Locustellidae, l'espèce a été rattachée au genre Poodytes par la classification de référence du Congrès ornithologique international (version 8.2, 2018). Elle faisait auparavant partie du genre Megalurus.

## Description
L'oiseau mesure de 14 à 16 cm et pèse environ 25 g. Il est presque entièrement marron, sa queue est d'une longueur modérée.

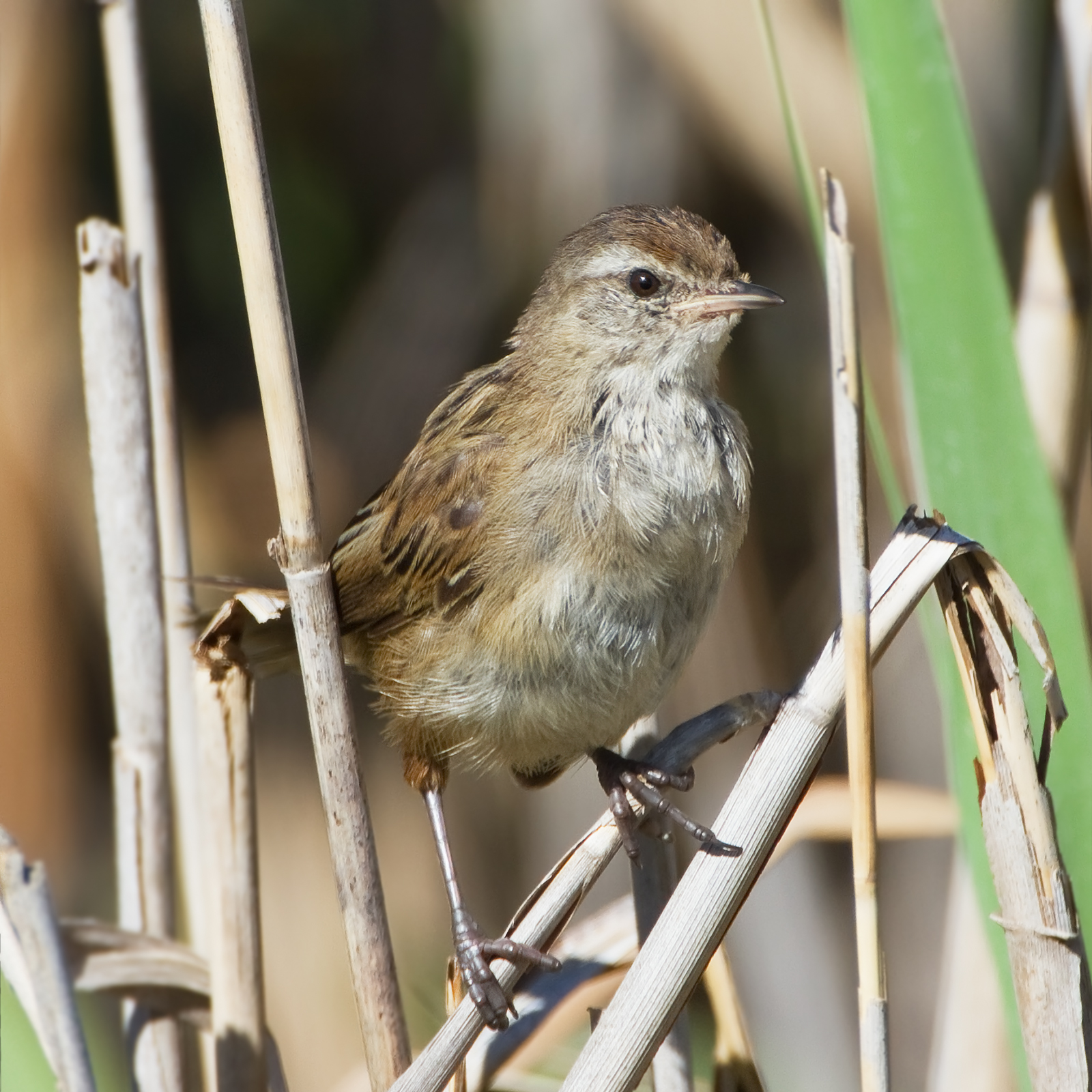
Un spécimen juvénile observé en Tasmanie.